# Piața Maria din Timișoara
Piața Maria, cunoscută și drept Piața Sfânta Maria este o piațetă din Timișoara situată în cartierul Iosefin, la intersecția dintre Bulevardul 16 decembrie 1989 (fost Bulevardul Carol I) și strada Gheorghe Doja (fostă General Domășneanu). Face parte din situl urban „Vechiul cartier Iosefin”, cod LMI TM-II-s-B-06098. Piața este marcată de prezența monumentului Sfintei Maria.
Piațeta este mărginită spre vest de clădirea care adăpostește Biserica Reformată Cetate din Timișoara, fosta casă parohială a pastorului László Tőkés, locul de unde a pornit Revoluția Română din 1989.

## Imagini de epocă

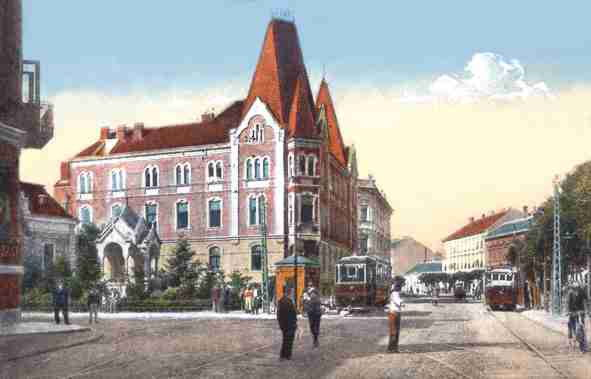
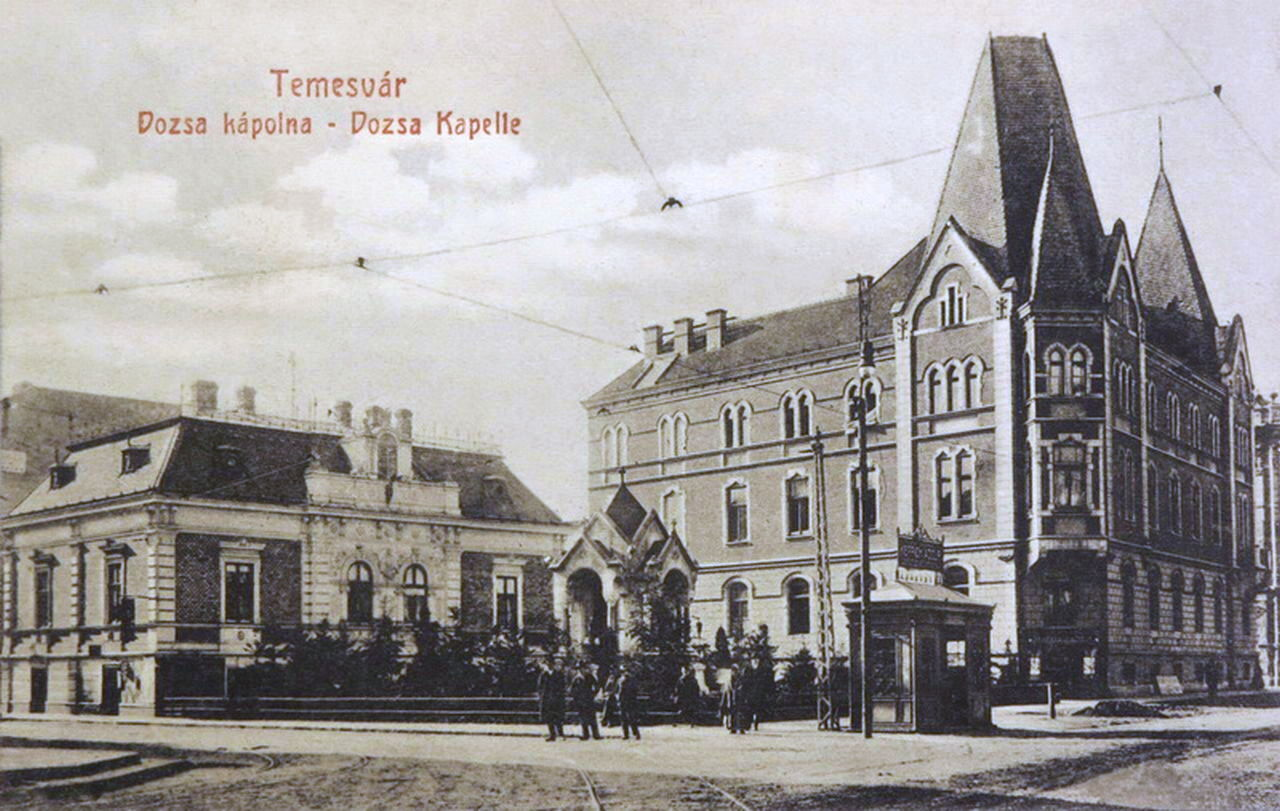
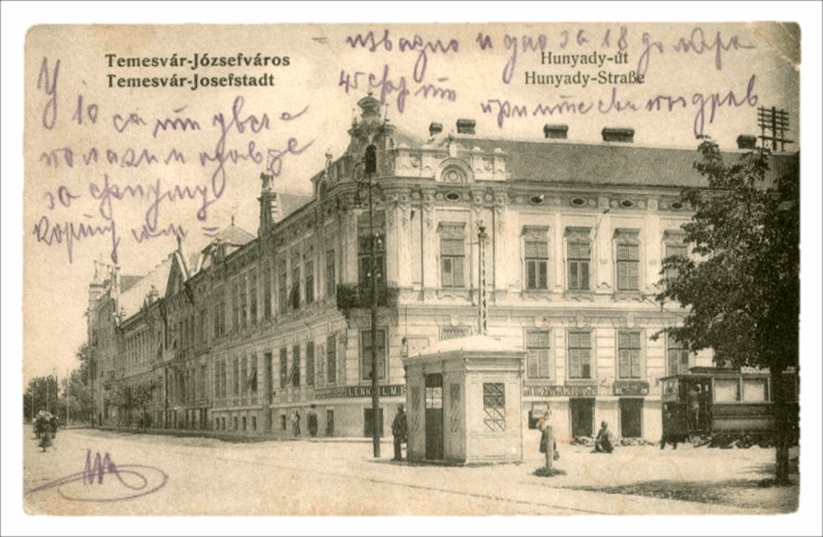
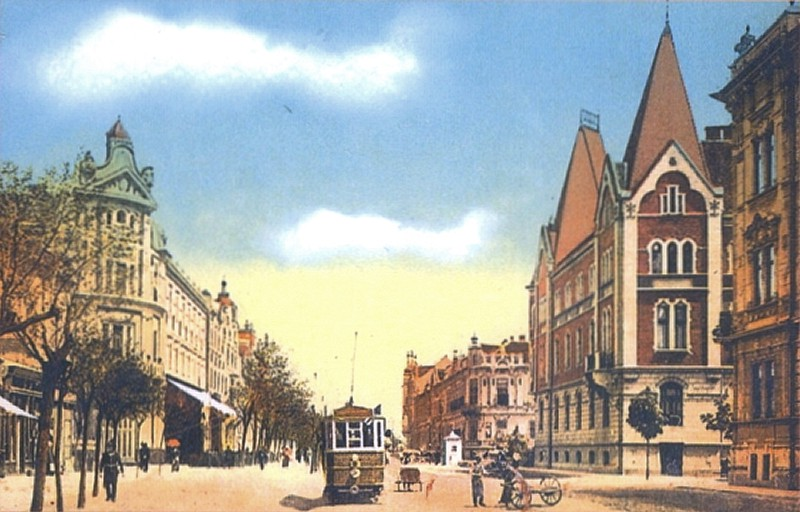

## Monumentul Sfintei Maria

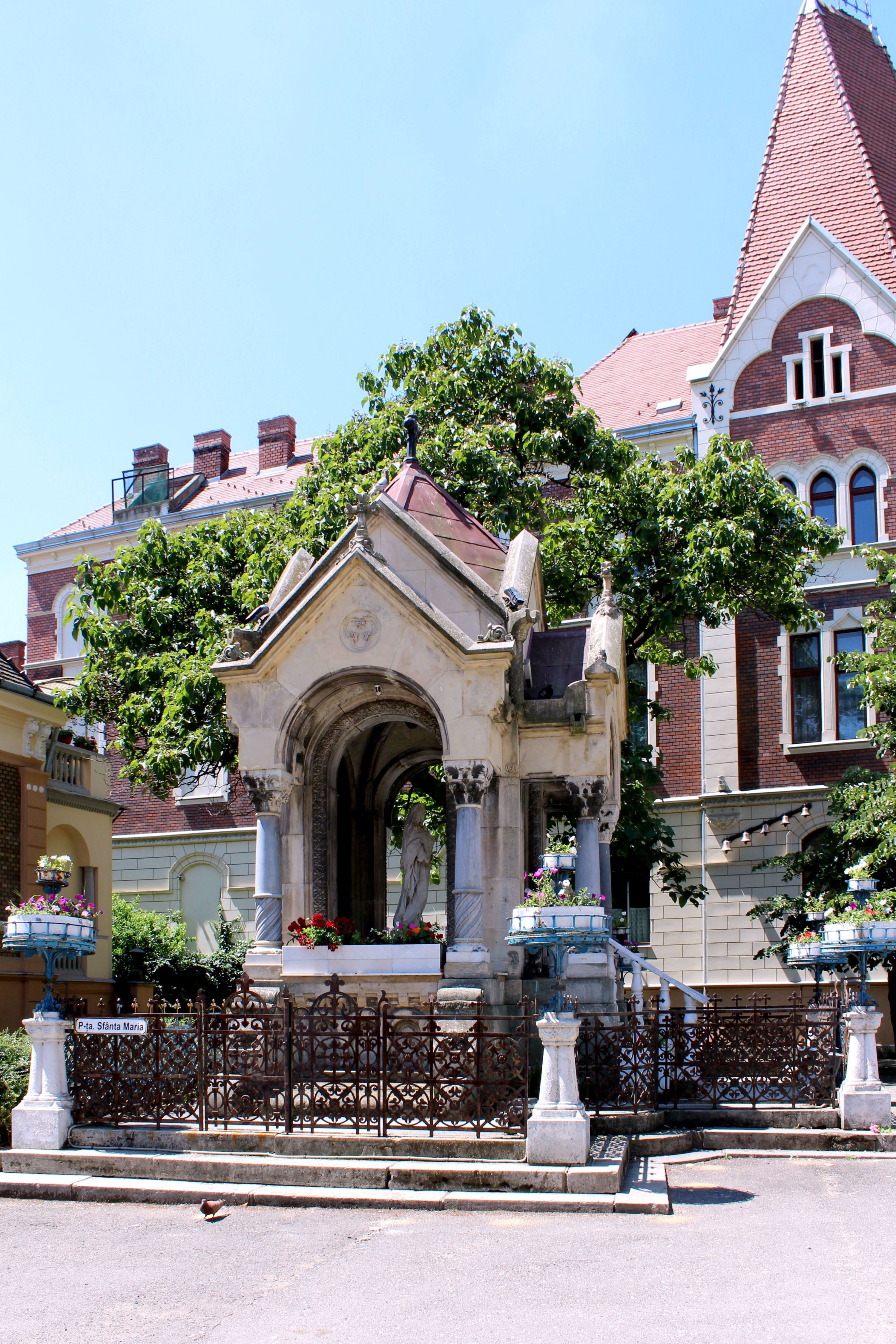
Monumentul Sfintei Maria

Tradiția spune că aici a fost martirizat Gheorghe Doja, pe locul respectiv fiind amplasată pe un stâlp o icoană a Sfintei Maria, icoană care a rezistat în acel loc pe toată durata stăpânirii otomane. În urma deteriorării, icoana a fost înlocuită cu o statuie, care a fost înlocuită și ea de teri ori. Actualul monument, realizat în 1906, a fost proiectat de László Székely, iar sculptura Mariei a fost realizată de György Kiss (hu).